# Axel Eggebrecht

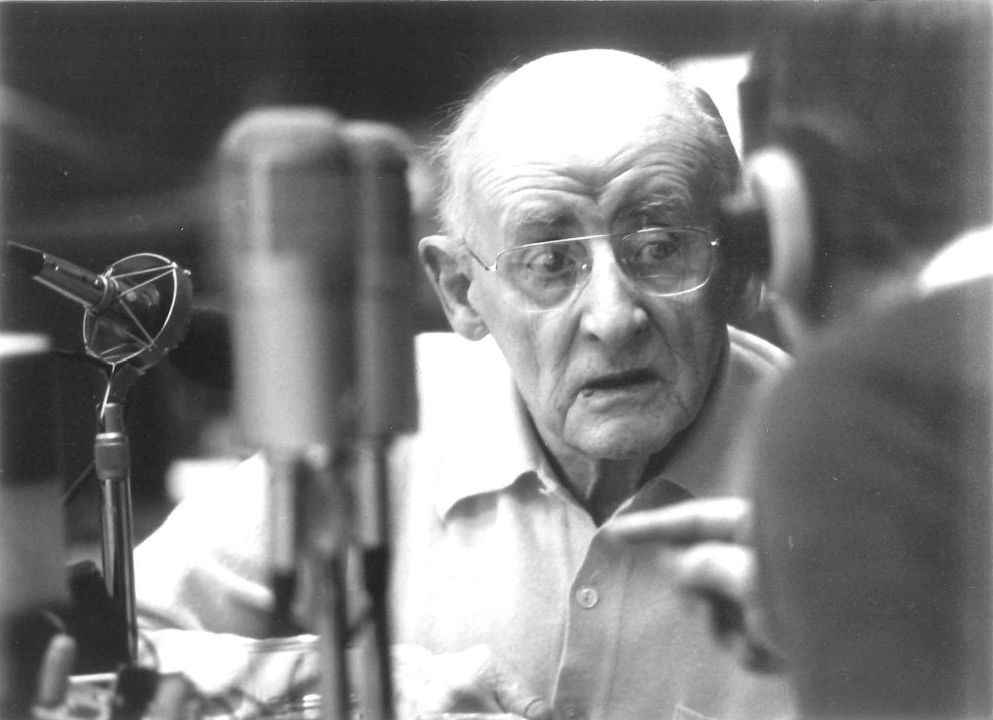
Axel Eggebrecht im Jahr 1988, Porträt des Berliner Fotografen Werner Bethsold

Axel Constantin August Eggebrecht (* 10. Januar 1899 in Leipzig; † 14. Juli 1991 in Hamburg) war ein deutscher Journalist und Schriftsteller.

## Leben

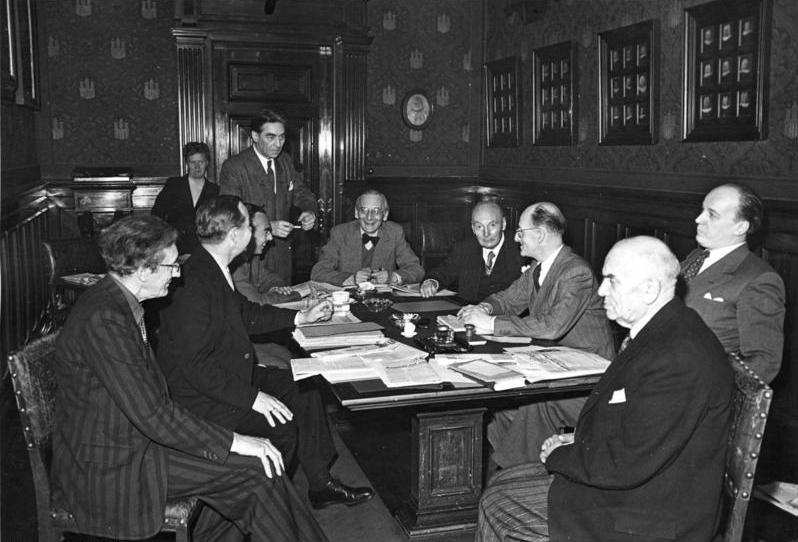
12. April 1949 bei einer Tagung des Deutschen PEN-Zentrums in Hamburg, dritter von rechts

Axel Eggebrecht wuchs als Sohn des Arztes Ernst Eggebrecht in Leipzig auf und besuchte die Thomasschule. Er meldete sich 1917 als Kriegsfreiwilliger zur Teilnahme am Ersten Weltkrieg und wurde schwer verwundet. An den Nachwirkungen litt er zeitlebens. Unentschlossen wechselte er politisch von rechts nach links, gehörte nach dem Krieg zunächst nationalistischen Verbänden an und war von 1920 bis 1925 Mitglied der KPD. Eggebrecht hielt sich 1923/1924 zweimal in Moskau auf, kehrte aber, vom Bolschewismus enttäuscht, nach Berlin zurück.
1925 begann seine Mitarbeit als Filmdramaturg  und Regieassistent bei der UFA, bei Siegfried Jacobsohns Weltbühne und als Filmkritiker beim Berliner Tageblatt, außerdem schrieb Eggebrecht als freier Schriftsteller in der Literarischen Welt. In Berlin gehörte er zu den Bewohnern der Künstlerkolonie Berlin. 1933 war Eggebrecht für einige Monate im Konzentrationslager Hainewalde inhaftiert. Unter Decknamen schlug er sich nach seiner Freilassung in der Filmbranche als Drehbuchautor, Assistent und Kritiker durch.

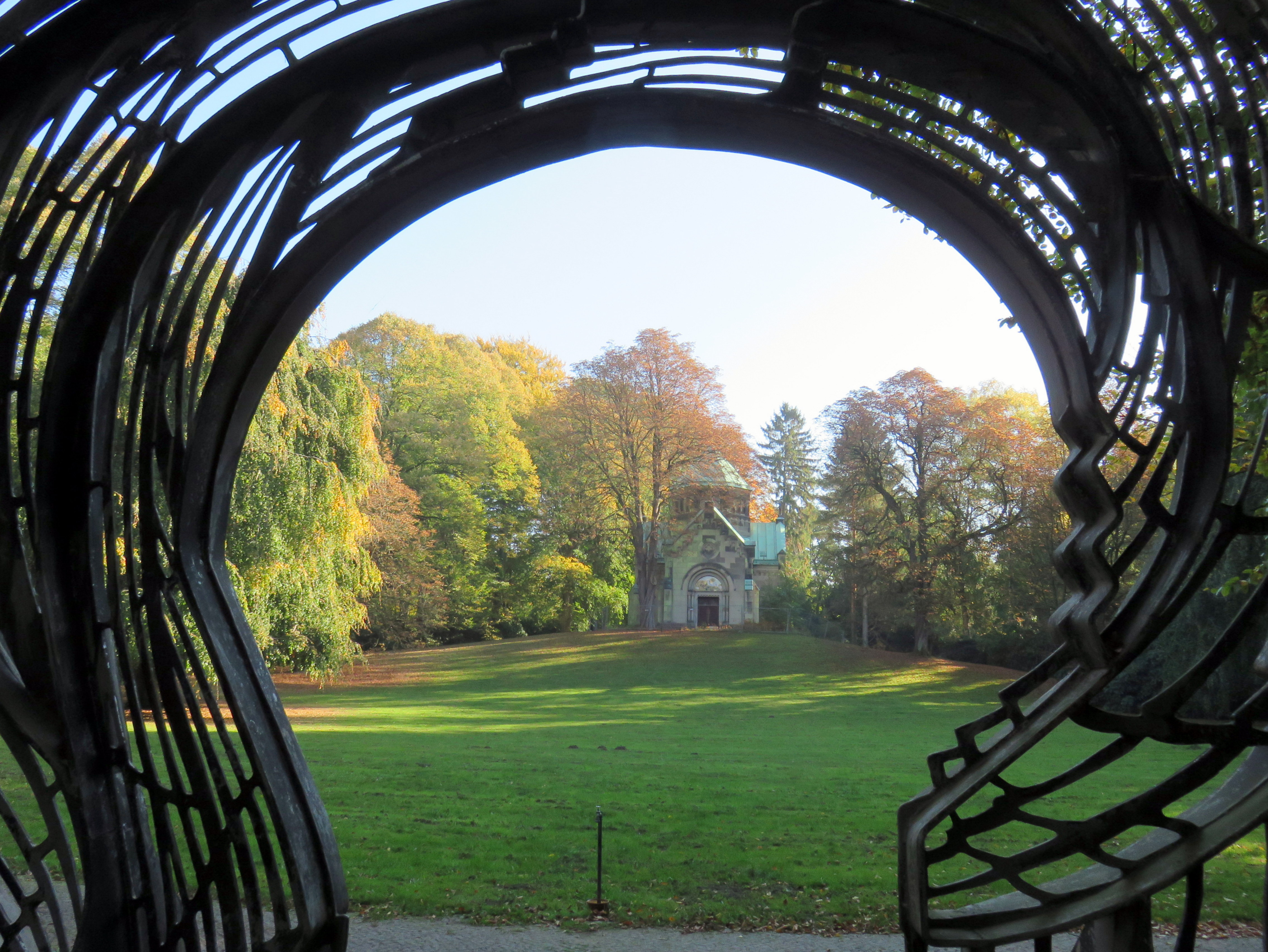
Anonymer Urnenhain beim Riedemann-Mausoleum,
Friedhof Ohlsdorf

Nach Ende des Zweiten Weltkrieges holten ihn im Juni 1945 britische Besatzungsoffiziere ins Funkhaus des vormaligen Reichssenders Hamburg. So gehörte Eggebrecht zu den Mitbegründern des im September 1945 ins Leben gerufenen Nordwestdeutschen Rundfunks (NWDR) und war dort Abteilungsleiter. Als Journalist zählte Axel Eggebrecht zu den Pionieren des Radio-Features. 1963 bis 1965 berichtete er über den Auschwitz-Prozess in Frankfurt am Main. Er schrieb Gedichte, Romane, Hörspiele, Filme und Essays.
Mit Peter von Zahn gründete Axel Eggebrecht 1946 die Nordwestdeutschen Hefte, deren Mitherausgeber er bis 1948 war. Eggebrecht wurde 1965 Mitglied des PEN-Clubs Deutschland und war von 1972 an dessen Vizepräsident. Er lebte in Hamburg. In den letzten Lebensjahrzehnten betätigte sich Eggebrecht weiterhin journalistisch und hielt zeitkritische Vorträge.
Im Jahr 1982 heiratete er als zweite Ehefrau die Publizistin Inge Stolten, mit der er seit 1957 zusammengelebt hatte. Sein Nachlass befindet sich in der Staats- und Universitätsbibliothek Carl von Ossietzky Hamburg.
Axel Eggebrecht wurde auf dem Hamburger Friedhof Ohlsdorf im Planquadrat AD 10 im Anonymen Urnenhain vor dem Riedemann-Mausoleum gegenüber Kapelle 8 beigesetzt.

## Ehrungen

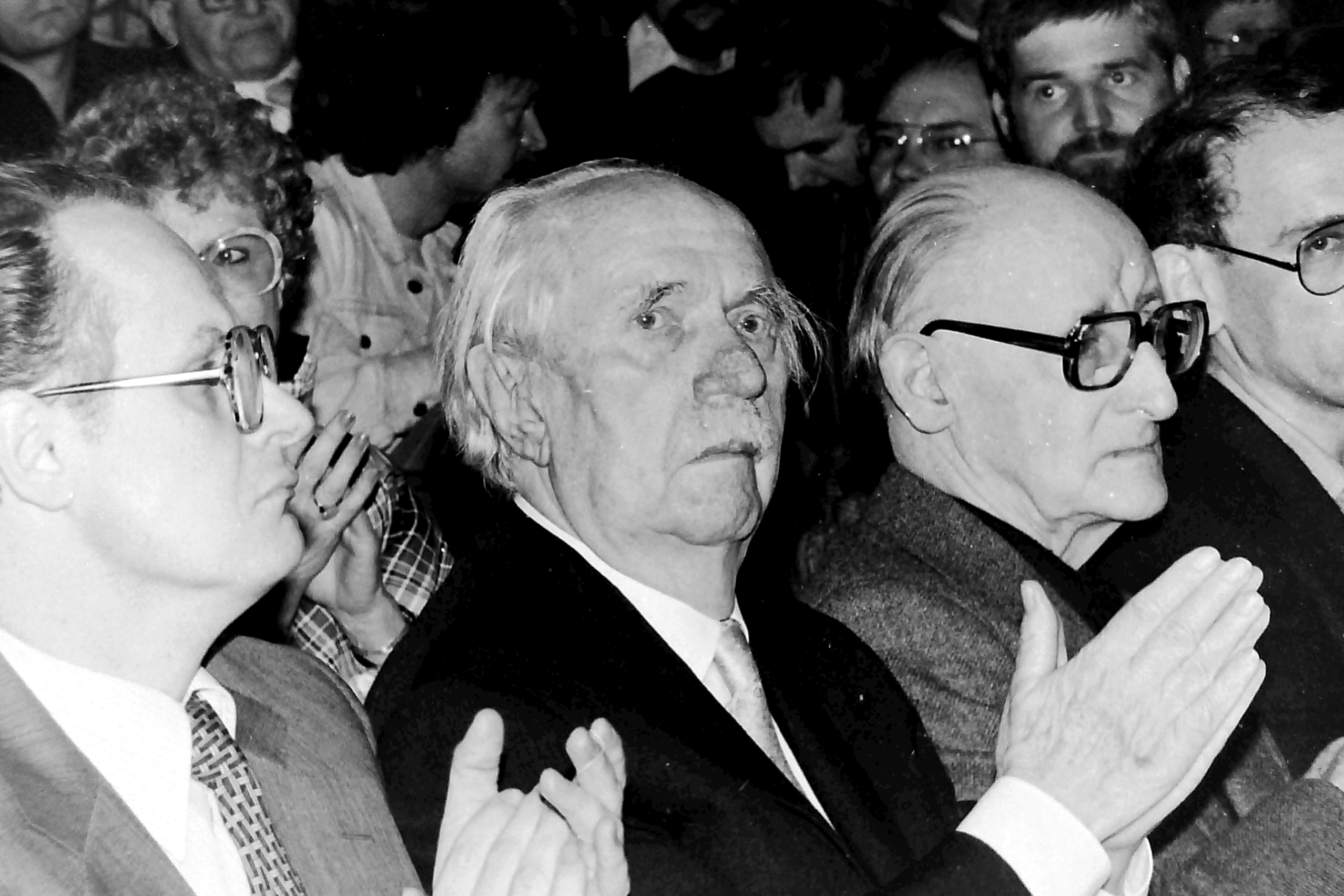
Verleihung der Carl-von-Ossietzky-Medaille 1979, dritter von links

- 1976: Ehrensenator der Universität Hamburg[4]
- 1979: Carl-von-Ossietzky-Medaille gemeinsam mit Fritz Eberhard
- 1983: Gerrit-Engelke-Preis (Hannover)
- 1989: Bürgermeister-Stolten-Medaille
- 2009: Auf Beschluss des Leipziger Stadtrates erhielt eine Straße im Stadtbezirk Mitte, Ortsteil Zentrum-Südost, den Namen Eggebrechtstraße.
- 2011: Auf Beschluss des Leipziger Stadtrates[5] wurde die ursprüngliche Eggebrechtstraße in Landsteinerstraße umbenannt. Mit gleicher Beschlussfassung trägt nun eine andere Straße im selben Stadtgebiet seinen Namen.

## Gedenktafel

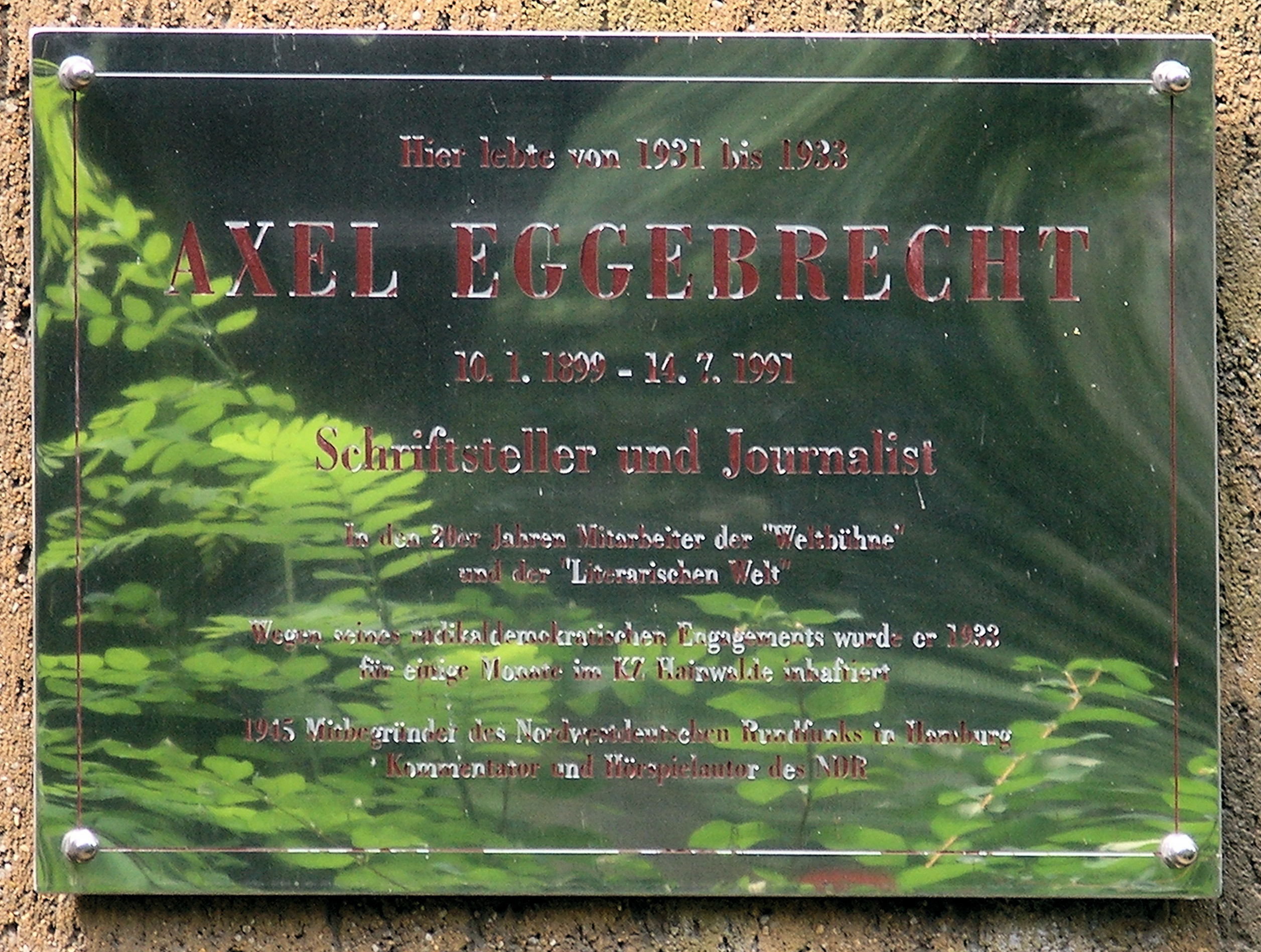
Gedenktafel am Haus Bonner Straße 12 in Berlin-Wilmersdorf

Die Inschrift der Gedenktafel in der Bonner Straße 12 in der Künstlerkolonie Wilmersdorf lautet:
„Hier lebte von 1931 bis 1933
AXEL EGGEBRECHT
10.1.1899–14.7.1991
Schriftsteller und Journalist
In den 20er Jahren Mitarbeiter der „Weltbühne“
und der „Literarischen Welt“
wegen seines radikaldemokratischen Engagements wurde er 1933
für einige Monate im KZ Hainwalde inhaftiert
1945 Mitbegründer des Nordwestdeutschen Rundfunks in Hamburg
Kommentator und Hörspielautor des NDR“

## Axel-Eggebrecht-Preis
Zum Gedächtnis des Rundfunkautors stiftete die Medienstiftung der Stadt- und Kreissparkasse Leipzig 2006 den Axel-Eggebrecht-Preis für Radio-Features, der ab 2008 alle zwei Jahre im Wechsel mit dem Günter-Eich-Preis für Hörspiele verliehen werden soll. Beide Preise sind mit 10.000 Euro dotiert.

## Werke (Auswahl)
- Katzen. Stuffer, Berlin 1927; vom Autor revidierte Neuausgabe, Arche, Zürich 1967.
- Leben einer Prinzessin: Amor vacui. Roman. P. List, Leipzig 1929 (287 S.). Neuauflage Leben einer Prinzessin: Roman. Rowohlt, Reinbek bei Hamburg 1988, ISBN 3-499-12293-6.
- Weltliteratur. Ein Überblick. Springer, Hamburg 1948.
- Meine Weltliteratur. Dietz, Bonn/Berlin 1985, ISBN 3-8012-0106-6.
- Der halbe Weg. Zwischenbilanz einer Epoche. Rowohlt, Reinbek bei Hamburg 1975, ISBN 3-498-01612-1.
- Bange machen gilt nicht. Über die Kraft des gesunden Menschenverstandes. Goldmann, München 1969.
- Volk ans Gewehr. Chronik eines Berliner Hauses 1930–34. J.H.W. Dietz Nachf, Berlin 1980, ISBN 3-8012-0047-7.
- Als Herausgeber und Mitautor: Die zornigen alten Männer. Gedanken über Deutschland seit 1945. Rowohlt, Reinbek 1979, ISBN 3-499-15007-7.
- Volk ans Gewehr. Chronik eines Berliner Hauses 1930–34. Jaron Verlag, Berlin 2023, ISBN 978-3-89773-975-8.

## Filmografie als Drehbuchautor
| - 1928: Die Republik der Backfische - 1929: Der Kampf der Tertia - 1934: Fräulein Frau - 1934: Pappi - 1935: Das Geschenk - 1935: Der Ammenkönig - 1936: Vier Mädel und ein Mann - 1936: Alles für Veronika (Fräulein Veronika) - 1936: Maria, die Magd - 1938: Das Mädchen mit dem guten Ruf - 1938: Ihr Leibhusar - 1938: Musketier Meier III - 1938: Steputat & Co. - 1939: Bel Ami - 1939: Marguerite: 3 | - 1939: Ich bin Sebastian Ott - 1939: Gold in New Frisco - 1940: Operette - 1941: Komödianten - 1942: Anuschka - 1942: Wiener Blut - 1944: Ein Mann wie Maximilian - 1951: Der Verlorene - 1952: Das Land des Lächelns - 1954: Rittmeister Wronski - 1954: Eine Liebesgeschichte - 1955: Die Frau des Botschafters - 1956: Stresemann - 1960: Wer überlebt, ist schuldig - 1967: Der Röhm-Putsch |

## Hörspiele
- 1947: Was wäre, wenn ... (Mit Einleitungsvortrag des Autors) – Regie: Ludwig Cremer (NWDR Hamburg) (Erstausstrahlung am 9. März 1947)
- 1947: Wenn wir wollen (Fortsetzung des Hörspiels  Was wäre, wenn...) – Regie: Ludwig Cremer (NWDR Hamburg)
- 1947: Die Ameisen – Regie: Ludwig Cremer (NWDR Hamburg)
- 1947: Das Jahr 1948 findet nicht statt – Regie: Erik Ode (NWDR Hamburg)
- 1950: Der halbe Weg – Regie: Karl Peter Biltz (SWF)
- 1950: Einer zahlt seine Schuld – Regie: Fritz Schröder-Jahn (NWDR Hamburg)
- 1950: Einer zahlt seine Schuld – Regie: Theodor Steiner (HR)
- 1950: Einer zahlt seine Schuld – Regie: Heinz-Günter Stamm (BR)
- 1951: Einer zahlt seine Schuld – Regie: Karl Peter Biltz (SWF)
- 1951: Europa – Traum oder Wirklichkeit – Regie: Fritz Schröder-Jahn (NWDR Hamburg)
- 1956: Stresemann – Regie: Ludwig Berger (SFB)
- 1956: Der Falschspieler – Regie: Ludwig Cremer (NWDR Hamburg)
- 1956: Akte 414: Wilhelm Voigt – Regie: Kurt Reiss (NDR)
- 1958: Der Nobelpreis – Regie: Fritz Schröder-Jahn (SWF)
- 1960: Spiegel – Regie: Otto Kurth (SWF)